# Курганов, Борис Иванович
Бори́с Ива́нович Курга́нов (27 июня 1938, Ораниенбаум, Ленинградская область — 1 октября 2021, Москва) — российский биохимик, доктор химических наук, профессор, Заслуженный деятель науки России, лауреат Государственной премии СССР.

## Биография
Родился 27 июня 1938 года в г. Ломоносове Ленинградской области.
В 1960 году окончил химический факультет Московского государственного университета им. М. В. Ломоносова с красным дипломом. Обучение в аспирантуре проходил на кафедре химической кинетики Химического факультета МГУ в 1960—1964 годах. Кандидатская диссертация на тему: «Кинетическое изучение диссоциации и денатурации ферментов в разбавленных растворах» была подготовлена им под руководством академика Н. М. Эмануэля и защищена в 1966 году.
В 1964—1968 годах работал в Институте химической физики АН СССР, а в 1968—1988 годах — в Научно-производственном объединении «Витамины» Министерства медицинской промышленности СССР, где с 1978 года возглавлял лабораторию биохимических исследований. В 1975 году защитил докторскую диссертацию на тему «Кинетическое изучение регуляторных свойств ферментов».
С 1989 года работал в Институте биохимии им. А. Н. Баха АН СССР (впоследствии вошедшем в ФИЦ биотехнологии РАН) в должности заведующего лабораторией ферментных систем, в 2003—2012 годах был руководителем Отдела структурной биохимии белка.
Скоропостижно скончался 1 октября 2021 года. Похоронен на Ваганьковском кладбище Москвы.

## Основные направления научных исследований
Б. И. Курганов — автор более 400 научных работ. Его работы имеют более 4500 цитирований как российскими, так и зарубежными авторами. Индекс Хирша — 32.
За цикл работ «Химические основы биологического катализа» в 1984 году Б. И. Курганову в составе коллектива авторов была присуждена Государственная премия СССР. В 1990 году на Баховском чтении он представил доклад на тему «Физико-химические механизмы регуляции активности ферментов» (Баховское чтение. М.: Наука, 1992). Работы Б. И. Курганова отмечены премиями МАИК «Наука / Интерпериодика» в конкурсе на лучшие публикации 1996 года (журнал «Биохимия») и 2001 года (журнал «Микробиология»).
Основные направления исследований:
- физико-химические механизмы регуляции активности ферментов — аллостерический, диссоциативный и адсорбционный;
- исследования отдельных ферментов (лактатдегидрогеназа, гликогенфосфорилаза Б, киназа фосфорилазы и др.);
- мультиферментные комплексы (метаболоны);
- общие принципы структурной организации и регуляции биохимических процессов;
- механизмы денатурации и агрегации белков;
- роль молекулярных шаперонов в фолдинге белков и предотвращении их агрегации;
- биохимия витаминов и коферментов, комплексы витаминов с циклодекстринами;
- регуляция каталитической активности ферментов, включенных в обращенные мицеллы поверхностно-активного вещества в органическом растворителе;
- комплексы белков с полимерами;
- ферментные электроды.

Ряд научных разработок Б. И. Курганова и его сотрудников был успешно внедрен в практику. Так, на Олайнском заводе биопрепаратов было налажено производство уреазы для аналитических целей по методике, разработанной под его руководством. Созданный с участием Б. И. Курганова препарат «циклокар» (водорастворимая форма бета-каротина) применяется в настоящее время в медицине.

## Основные публикации
- Курганов Б. И. Кинетический метод расчета констант ассоциации белковых молекул // Молекул. биология. 1967. Т. 1. С. 17-27.
- Курганов Б. И. Кинетический анализ диссоциирующих ферментативных систем // Молекул. биология. 1968. Т. 2. С. 430—446.
- Силонова Г. В., Ливанова Н. Б., Курганов Б. И. Аллостерическое ингибирование фосфорилазы Б из мышц кролика // Молекул. биология. 1969. Т. 3. С. 768—784.
- Kurganov B. I., Dorozhko A. I., Kagan Z. S., Yakovlev V. A. The theoretical analysis of kinetic behaviour of «hysteretic» allosteric enzymes. I. The kinetic manifestation of slow conformational change of an oligomeric enzyme in the Monod, Wyman and Changeux model // J. Theor. Biol. 1976. V. 60. P. 247—269.
- Курганов Б. И. Аллостерические ферменты. М.: Наука, 1978.
- Kurganov B. I. Allosteric Enzymes. Kinetic Behaviour. Chichester: John Wiley & Sons, 1982.
- Малахова Э. А., Курганов Б. И., Левашов А. В., Березин И. В., Мартинек К. Новый подход к изучению ферментативных реакций с участием нерастворимых в воде субстратов. Панкреатическая липаза, включенная в обращенные мицеллы поверхностно-активного вещества в органическом растворителе // Докл. АН СССР. 1983. Т. 270. С. 474—477.
- Kurganov B. I., Sugrobova N. P., Mil’man L. S. Supramolecular organization of glycolytic enzymes // J. Theor. Biology. 1985. V. 116. No. 4. P. 509—526.
- Lyubarev A. E., Kurganov B. I. Supramolecular organization of tricarboxylic acid cycle enzymes // BioSystems. 1989. V. 22. P. 91-102.
- Иванищев В. В., Курганов Б. И. Ферменты метаболизма малата: характеристика, регуляция активности и биологическая роль // Биохимия. 1992. Т. 57. № 5. С. 653—662.
- Kurganov B. I., Lyubarev A. E., Sanchez-Ruiz J. M., Shnyrov V. L. Analysis of differential scanning calorimetry data for proteins. Criteria of validity of one-step mechanism of irreversible protein denaturation // Biophysical Chemisty. 1997. V. 69. P. 125—135.
- Курганов Б. И., Топчиева И. Н. Рефолдинг белков с участием искусственных шаперонов (Обзор) // Биохимия. 1998. Т. 63. № 4. С. 491—499.
- Lyubarev A. E., Kurganov B. I., Orlov V. N., Zhou H.-M. Two-state irreversible thermal denaturation of muscle creatine kinase // Biophysical Chemisty. 1999. V. 79. P. 199—204.
- Kurganov B. I., Kornilaev B. A., Chebotareva N. A., Malikov V. Ph., Orlov V. N., Lyubarev A. E., Livanova N. B. Dissociative Mechanism of Thermal Denaturation of Rabbit Skeletal Muscle Glycogen Phosphorylase b // Biochemistry. 2000. V. 39. No. 43. P. 13144-13152.
- Kurganov B. I., Lobanov A. V., Borisov I. A., Reshetilov A. N. Criterion for Hill equation validity for description of biosensor calibration curves // Analytica Chimica Acta. 2001. V. 427. No. 1. P. 11-19.
- Курганов Б. И. Кинетика агрегации белков. Количественная оценка шаперонной активности в тестах, основанных на подавлении агрегации белков (Обзор) // Биохимия. 2002. Т. 67. № 4. С. 492—507.
- Wang K., Kurganov B. I. Kinetics of heat-and acidification-induced aggregation of firefly luciferase // Biophysical Chemisty. 2003. V. 106. No. 2. P. 97-109.
- Чеботарева Н. А., Курганов Б. И., Ливанова Н. Б. Биохимические эффекты молекулярного краудинга (Обзор) // Биохимия. 2004. Т. 69. № 11. С. 1522—1536.
- Khanova H.A., Markossian K.A., Kurganov B.I., Samoilov A.M., Kleimenov S.Y., Levitsky D.I., Timofeeva A.C., Muranov K.O., Ostrovsky M.A., Yudin I.K. Mechanism of Chaperone-like Activity. Suppression of Thermal Aggregation of βL-Crystallin by α-Crystallin // Biochemistry. 2005. V. 44. No. 47. P. 15480-15487.
- Markossian K. A., Khanova H. A., Kleimenov S.Yu., Levitsky D. I., Chebotareva N. A., Kurganov B. I., Asryants R. A., Muronetz V. I., Saso L., Yudin I. K. Mechanism of thermal aggregation of rabbit muscle glyceraldehyde-3-phosphate dehydrogenase // Biochemistry. 2006. V. 45. No. 44. P. 13375-13384.
- Panyukov Y., Drachev V., Dobrov E., Yudin I., Kurganov B. The study of amorphous aggregation of tobacco mosaic virus coat protein by dynamic light scattering // Biophysical Chemistry. 2007. V. 127. No. 1-2. P. 9-18.
- Meremyanin A. V., Eronina T. B., Chebotareva N. A., Kurganov B. I. Kinetics of thermal aggregation of glycogen phosphorylase b from rabbit skeletal muscle: Mechanism of protective action of α-crystallin // Biopolymers. 2008. V. 89. No. 2. P. 124—134.
- Markossian K. A., Kurganov B. I., Yudin I. K. Mechanism of suppression of protein aggregation by α-crystallin // International Journal of Molecular Sciences. 2009. V. 10. No. 3. P. 1314—1345.
- Bumagina Z.M., Gurvits B.Ya., Artemova N.V., Kurganov B.I., Muranov K.O., Yudin I.K. Mechanism of suppression of dithiothreitol-induced aggregation of bovine alpha-lactalbumin by alpha-crystallin // Biophysical Chemistry. 2010. V. 146. No. 2-3. P. 108—117.
- Roman S. G., Chebotareva N. A., Eronina T. B., Kleymenov S. Y., Makeeva V. F., Kurganov B. I., Poliansky N. B., Muranov K. O. Does the crowded cell-like environment reduce the chaperone-like activity of α-crystallin? // Biochemistry. 2011. V. 50. No. 49. P. 10607-10623.
- Maloletkina O.I., Markossian K.A., Chebotareva N.A., Kleymenov S.Y., Makeeva V.F., Kurganov B.I., Asryants R.A., Poliansky N.B., Muranov K.O. Kinetics of aggregation of UV-irradiated glyceraldehyde-3-phosphate dehydrogenase from rabbit skeletal muscle. Effect of agents possessing chaperone-like activity // Biophysical Chemistry. 2012. V. 163—164. P. 11-20.
- Kurganov B.I. Antiaggregation activity of chaperones and its quantification // Biochemistry (Moscow). 2013. Т. 78. № 13. С. 1554—1566.
- Borzova V.A., Markossian K.A., Kurganov B.I. Relationship between the initial rate of protein aggregation and the lag period for amorphous aggregation // International Journal of Biological Macromolecules. 2014. V. 68. P. 144—150.
- Borzova V.A., Markossian K.A., Kara D.A., Kurganov B. Kinetic regime of dithiothreitol-induced aggregation of bovine serum albumin // International Journal of Biological Macromolecules. 2015. V. 80. P. 130—138.
- Borzova V. A., Markossian K. A., Chebotareva N. A., Kleymenov S. Yu., Stein-Margolina V. A., Markov D. I., Kurganov B. I., Poliansky N. B., Muranov K. O., Shubin V. V. Kinetics of thermal denaturation and aggregation of bovine serum albumin // PloS one. 2016. V. 11. No. 4. P. e0153495.
- Kurganov, B.I. Quantification of anti-aggregation activity of chaperones // Int. J. Biol. Macromol. 2017. V. 100. P. 104—117.
- Eronina T. B., Mikhaylova V. V., Chebotareva N. A., Borzova V. A., Yudin I. K., Kurganov B. I. Mechanism of aggregation of UV-irradiated glycogen phosphorylase b at a low temperature in the presence of crowders and trimethylamine N-oxide // Biophysical Chemistry. 2018. V. 232. P. 12-21.
- Chebotareva N. A., Eronina T. B., Roman S. G., Mikhaylova V. V., Sluchanko N. N., Gusev N. B., Kurganov B. I. Oligomeric state of alphaB-crystallin under crowded conditions // Biochem. Biophys. Res. Commun. 2019. V. 508. P. 1101—1105.
- Haghighi-Poodeh S., Yaghmaei P., Kurganov B., Navidpour L., Ebrahim-Habibi A. Characterization of arginine preventive effect on heat-induced aggregation of insulin // International Journal of Biological Macromolecules. 2020. Т. 145. С. 1039—1048.

## Научно-организационная деятельность
Б. И. Курганов активно участвовал в подготовке научных кадров. Под его руководством защищено более 10 кандидатских диссертаций, он был консультантом 2 докторских диссертаций.
Б. И. Курганов был членом редколлегий многих отечественных и зарубежных журналов и других периодических изданий: «International Journal of Biological Macromolecules», членом Международного консультативного совета журнала «Tsinghua Science and Technology», «Applied Biochemistry и Microbiology», «Biochemistry (Moscow)», Medline.ru, «Прикладная биохимия и микробиология», «Биохимия», «Нейрохимия», «Успехи биологической химии», членом Президиума Российского общества биохимиков и молекулярных биологов, председателем Московского отделения Российского общества биохимиков и молекулярных биологов, заместителем председателя Научного совета по биохимии РАН, членом Экспертного совета ВАК по биологическим наукам. Им был в 1992 году основан международный журнал «Journal of Biochemical Organization», но он просуществовал всего несколько лет.
Он был зам. председателя оргкомитетов Международного симпозиума «Biochemistry of 21st Century: Problems and Frontiers», посвященного столетию со дня рождения академика А. И. Опарина (Москва, май 1994 года) и Международного симпозиума «Protein Structure, Stability and Folding. Fundamental and Medical Aspect» (Москва, июнь 1998 года). Последний проводился по его инициативе, и Курганов был его фактически главным организатором. В симпозиуме приняли участие более 150 ученых, в том числе около 50 зарубежных.